# Les Bréviaires
Les Bréviaires là một xã của Pháp, nằm ở tỉnh Yvelines trong vùng Île-de-France.
Các xã giáp ranh: Saint-Rémy-l'Honoré về phía đông bắc, Les Essarts-le-Roi về phía đông, Le Perray-en-Yvelines về phía đông nam, Rambouillet về phía nam, Poigny-la-Forêt về phía tây nam, Saint-Léger-en-Yvelines về phía tây và Les Mesnuls về phía bắc.

## Hành chính
| Ngày bầu                         | Tên        |
| -------------------------------- | ---------- |
| số liệu trước năm 2001 không rõ. |            |
| tháng 3 2001                     | Yves Maury |

## Biến động dân số
| v. 1882                                              | 1990 | 1999 |
| ---------------------------------------------------- | ---- | ---- |
|                                                      | 1024 | 903  |
| Số liệu lấy từ năm 1982: Dân số không tính hai trùng |      |      |